# Клішув (Свентокшиське воєводство)
Клішув (пол. Kliszów) — село в Польщі, у гміні Кіє Піньчовського повіту Свентокшиського воєводства.
Населення — 226 осіб (2011).
У 1975-1998 роках село належало до Келецького воєводства.

## Демографія
Демографічна структура на день 31 березня 2011 року:
|          | Загалом | Допрацездатний вік | Працездатний вік | Постпрацездатний вік |
| -------- | ------- | ------------------ | ---------------- | -------------------- |
| Чоловіки | 114     | 28                 | 79               | 7                    |
| Жінки    | 112     | 20                 | 56               | 36                   |
| Разом    | 226     | 48                 | 135              | 43                   |